# Arthroleptis spinalis
Espèce
Synonymes
- Schoutedenella spinalis  Boulenger, 1919
- Arthroleptis boulengeri De Witte, 1921

Statut de conservation UICN

 DD  : Données insuffisantes
Arthroleptis spinalis est une espèce d'amphibiens de la famille des Arthroleptidae.

## Répartition
Cette espèce est endémique du Congo-Kinshasa. Elle se rencontre dans la péninsule de l'Ubwari au Sud-Kivu.

## Publication originale
- Boulenger, 1919 : Descriptions d'un ophidien et d'un batracien nouveaux du Congo. Revue Zoologique Africaine, vol. 7, p. 186-187.